# Roter Metternich
Der Rote Metternich ist eine alte Apfelsorte, die vermutlich aus dem Raum Büdingen in der Wetterau stammt. Die Sorte ist benannt nach dem in Büdingen beschäftigten Gartenbauinspektor Metternich. Der Apfel ist genussreif von September bis November.